# Incoterms
Incoterms® (do inglês, International Commercial Terms) ou Termos Internacionais de Comércio foram criados pela Câmara de Comércio Internacional em 1936 para resumir em códigos de três letras, conjuntos de cláusulas comumente utilizadas em contratos de compra e venda internacionais de mercadorias,  definindo a responsabilidade sobre obrigações, riscos e custos referentes ao transporte. Isso simplificou o comércio entre países e aumentou a segurança, uma vez que, ao invés definir explicitamente todas as cláusulas no contrato (a serem redigidas e revisadas por ambas as partes), utiliza-se um conjunto padronizado de regras imparciais que deixam claro os deveres do vendedor e comprador.
Em 1 de janeiro de 2020, entrou em vigor o Incoterms® 2020, além das mudanças na apresentação das regras, que ajuda no entendimento das regras, houve alterações nas regras, as principais mudanças da edição de 2020 foram:
- Alteração do Incoterm DAT (Delivered At Terminal) para DPU (Delivered at Place Unloaded): A mudança foi feita para ressaltar que a entrega pode ser executada em qualquer lugar, e não só em terminais.
- A determinação dos custos ficou mais clara, evitando confusão sobre qual Incoterm utilizar.

Os Incoterms regulam apenas a relação entre comprador e vendedor, devendo pois, ser utilizados como cláusula contratual do contrato de compra e venda, e não o próprio contrato. Limitam-se a regular a entrega e o transporte da mercadoria, definindo o seu ponto ou local e, por extensão, seus custos e riscos. Assim, quando uma oferta é efetuada na condição "FOB Porto de Santos Incoterms 2020", por exemplo, esta sendo estabelecido no contrato:
1. Condição de venda (FOB): indicando os deveres e obrigações atribuídas ao vendedor e comprador no transporte da mercadoria;
2. Local designado/nomeado (Porto de Santos): indica o local referente as cláusulas da Incoterms, no caso (FOB) indica o ponto de transferência de riscos por perdas e danos do vendedor para o comprador.
3. A edição (Incoterms 2020): indica qual edição da Incoterms® esta sendo utilizado no contrato.

## Os custos incluem
- Custos de exportação: despachante aduaneiro, taxas portuárias/aeroportuárias, fumigação, transporte interno (retira contêiner, ovação, retomas ao terminal, armazém de terceiros)
- Frete internacional;
- Seguro internacional.

## Utilização
As Incoterms® servem mais como uma proposta do que como uma regra propriamente dita, assim, não existe uma obrigatoriedade no uso, podendo inclusive utilizar códigos antigos e/ou realizar alterações nas cláusulas do Incoterms, desde que de comum acordo entre as partes e explicitas no contrato.
A Incoterms® 2020 recomenda deixar explicito no contrato: o código, o local de destino e a edição da Incoterms® utilizada. A alteração dos termos originais não é recomendada, apesar de não ser proibitiva, ela recomenda deixar o mais claro possível no contrato para evitar confusão entre as partes e autoridades fiscais.
Ao utilizar o termo Incoterms no contrato, não é necessária a utilização do símbolo de marca registrada (®).
O local designado referente ao termo representa como se segue:
- Os termos D, o local nomeado é de destino e o vendedor deve organizar o transporte até o local.
- Os termos C, o local nomeado é até aonde o vendedor é responsável pelo custo e providencias. Não é o local de destino final (importador/comprador).
- Os termos E e F, o local nomeado é o ponto onde as mercadorias são entregues e o risco passa ser do importador.

## Uso em qualquer meio de transporte

### EXW (Ex Works), na origem (local de entrega nomeado)
O produto e a fatura devem estar à disposição do importador no estabelecimento do exportador ou em outro local designado (estabelecimento do fabricante, armazém, centro de distribuição etc.). Todas as despesas e quaisquer perdas e danos a partir da entrega da mercadoria, inclusive o despacho da mercadoria para o exterior, são da responsabilidade do importador. O exportador não possui nenhum custo. Quando solicitado, o exportador deverá prestar ao importador assistência na obtenção de documentos para o despacho do produto.

### FCA (Free Carrier), livre no transportador (local de entrega nomeado)
O exportador entrega as mercadorias, desembaraçadas para exportação, à custódia do transportador, no local indicado pelo importador, cessando aí todas as responsabilidades do exportador. Essa condição pode ser utilizada em qualquer tipo de transporte, inclusive o multimodal. Seguro Facultativo.

### CPT (Carriage Paid To), transporte pago até (local de destino nomeado)
Além dos riscos e obrigação da FCA, esta condição estipula que o exportador deverá pagar as despesas de embarque da mercadoria e seu frete internacional até o local de destino designado. Dessa forma, o risco de perda ou dano dos bens, assim como quaisquer aumentos de custos são transferidos do exportador para o importador, quando as mercadorias forem entregues à custódia do transportador.

### CIP (Carriage and Insurance Paid To), transporte e seguro pagos até (local de destino nomeado)
Além dos riscos e obrigação da FCA, o exportador, além de pagar as despesas de embarque da mercadoria e do frete até o local de destino, também arca com as despesas do seguro de transporte da mercadoria até o local de destino indicado.

### DAP (Delivered at Place), entregue no local (local de destino nomeado)
As mercadorias poderão ser postas à disposição do comprador (importador) no destino não desembaraçadas  para a importação ainda dentro do veiculo.

### DPU (Delivered at Place Unloaded), entregue no local descarregado (local de destino)
Estabelece que as mercadorias podem ser colocadas a disposição do comprador (importador) não desembaraçadas para importação no local de destino. O vendedor (exportador) termina com as suas responsabilidades quando coloca a mercadoria a disposição do comprador descarregada. Antes da Incoterms® 2020 o código era DAT. 

### DDP (Delivered Duty Paid), entregue com direitos pagos (local de destino nomeado)
O exportador assume o compromisso de entregar a mercadoria, desembaraçada para importação, no local designado pelo importador, pagando todas as despesas, inclusive impostos e outros encargos de importação. Não é de responsabilidade do exportador, porém, a desova da mercadoria. O exportador é responsável também pelo frete interno do local de desembarque até o local designado pelo importador.
No Brasil, o vendedor estrangeiro não pode providenciar o desembaraço da mercadoria, sendo assim, não pode ser utilizado nos contratos de importação, tendo que optar pelo DPU ou DAP.

## Uso apenas por meio marítimo e fluvial

### FAS (Free Alongside Ship), Franco ao longo do navio (porto de embarque designado)
As obrigações do exportador encerram-se ao colocar a mercadoria, já desembaraçada para exportação, no cais, livre junto ao costado do navio. A partir desse momento, o importador assume todos os riscos, devendo pagar inclusive as despesas de colocação da mercadoria dentro do navio.

### FOB (Free On Board), Franco a bordo (porto de embarque designado)
O exportador deve entregar a mercadoria, desembaraçada, a bordo do navio indicado pelo importador, no porto de embarque. Todas as despesas, até o momento em que o produto é colocado a bordo do navio, são da responsabilidade do exportador. Ao importador cabem as despesas e os riscos de perda ou dano do produto a partir do momento que este transpuser a amurada do navio no porto de embarque.

### CFR (Cost and Freight), Custo e frete (porto de destino designado)
Além dos riscos e obrigação da FOB, o exportador arca com os custos até o porto de destino. Ao importador cabem as despesas e os riscos de perda ou dano do produto a partir do momento que este transpuser a amurada do navio no porto destino. O seguro é a cargo do importador.

### CIF (Cost Insurance and Freight), Custo, seguro e frete (porto de destino designado)
Modalidade equivalente ao CFR, com a diferença de que as despesas de seguro ficam a cargo do exportador. O exportador deve entregar a mercadoria a bordo do navio, no porto de embarque, com frete e seguro pagos. A responsabilidade do exportador cessa no momento em que o produto cruza a amurada do navio no porto de destino.

## Incoterms anteriores

### DAT (Delivered at Terminal), Entregue no terminal (terminal designado no porto ou local de destino)
Estabelece que as mercadorias podem ser colocadas a disposição do comprador (importador) não desembaraçadas para importação num terminal portuário,ou em um galpão fora do porto destino. O vendedor (exportador) termina com as suas responsabilidades quando coloca a mercadorias a disposição do comprador. Foi alterada para DPU na Incoterms® 2020.

### DEQ (Delivered Ex Quay), Entregue no cais
Foi alterada para DAT na Incoterms® 2010.

## Divisão dos custos
| INCOTERM | Modalidade      | País origem            | País origem                           | País origem             | País origem                   | País origem                          |                     |           | País destino      | País destino                      | País destino                       | País destino | País destino                     | País destino |
| INCOTERM | Modalidade      | Carregamento na origem | Declaração alfandegaria de exportação | Transporte para o porto | Descarga do caminhão no porto | Carregamento no barco/avião no porto | Transporte (mar/ar) | Seguro    | Descarga no porto | Carregamento no caminhão no porto | Transporte para o local de destino | Desembaraço  | Obrigações e taxas de importação | Descarga     |
| -------- | --------------- | ---------------------- | ------------------------------------- | ----------------------- | ----------------------------- | ------------------------------------ | ------------------- | --------- | ----------------- | --------------------------------- | ---------------------------------- | ------------ | -------------------------------- | ------------ |
| EXW      | Qualquer        | Comprador              | Comprador                             | Comprador               | Comprador                     | Comprador                            | Comprador           | Comprador | Comprador         | Comprador                         | Comprador                          | Comprador    | Comprador                        | Comprador    |
| FCA      | Qualquer        | Vendedor               | Vendedor                              | Comp/Vend               | Comprador                     | Comprador                            | Comprador           | Comprador | Comprador         | Comprador                         | Comprador                          | Comprador    | Comprador                        | Comprador    |
| FAS      | Marítmo/Fluvial | Vendedor               | Vendedor                              | Vendedor                | Vendedor                      | Comprador                            | Comprador           | Comprador | Comprador         | Comprador                         | Comprador                          | Comprador    | Comprador                        | Comprador    |
| FOB      | Marítmo/Fluvial | Vendedor               | Vendedor                              | Vendedor                | Vendedor                      | Vendedor                             | Comprador           | Comprador | Comprador         | Comprador                         | Comprador                          | Comprador    | Comprador                        | Comprador    |
| CPT      | Qualquer        | Vendedor               | Vendedor                              | Vendedor                | Vendedor                      | Vendedor                             | Vendedor            | Comprador | Comp/Vend         | Comp/Vend                         | Vendedor                           | Comprador    | Comprador                        | Comprador    |
| CIP      | Qualquer        | Vendedor               | Vendedor                              | Vendedor                | Vendedor                      | Vendedor                             | Vendedor            | Vendedor  | Comp/Vend         | Comp/Vend                         | Vendedor                           | Comprador    | Comprador                        | Comprador    |
| CFR      | Marítmo/Fluvial | Vendedor               | Vendedor                              | Vendedor                | Vendedor                      | Vendedor                             | Vendedor            | Comprador | Comprador         | Comprador                         | Comprador                          | Comprador    | Comprador                        | Comprador    |
| CIF      | Marítmo/Fluvial | Vendedor               | Vendedor                              | Vendedor                | Vendedor                      | Vendedor                             | Vendedor            | Vendedor  | Comprador         | Comprador                         | Comprador                          | Comprador    | Comprador                        | Comprador    |
| DAP      | Qualquer        | Vendedor               | Vendedor                              | Vendedor                | Vendedor                      | Vendedor                             | Vendedor            | Vendedor  | Vendedor          | Vendedor                          | Vendedor                           | Comprador    | Comprador                        | Comprador    |
| DPU      | Qualquer        | Vendedor               | Vendedor                              | Vendedor                | Vendedor                      | Vendedor                             | Vendedor            | Vendedor  | Vendedor          | Vendedor                          | Vendedor                           | Comprador    | Comprador                        | Vendedor     |
| DDP      | Qualquer        | Vendedor               | Vendedor                              | Vendedor                | Vendedor                      | Vendedor                             | Vendedor            | Vendedor  | Vendedor          | Vendedor                          | Vendedor                           | Vendedor     | Vendedor                         | Comprador    |

## No Brasil
A Câmara de Comércio Exterior (CAMEX), através da Resolução CAMEX nº 16, de 2 de março de 2020, dispõe sobre os Incoterms 2020 (EXW, FCA, FAS, FOB, CPT, CIP, CFR, CIF, DAP, DPU e DDP) e prevê três outras condições de venda: C+F (Custo mais Frete), C+I (Custo mais Seguro) e OCV (Outra Condição de Venda).
Os códigos dispostos na resolução são utilizadas como forma de identificação das condições de venda nos documentos emitidos no Brasil (e.g. Declaração de importação).

### C+F (Cost Plus Freight), Custo mais frete
O vendedor arca com os custos e riscos no país de exportação e contrata o transporte internacional.

### C+I (Cost Plus Insurance), Custo mais seguro
O vendedor arca com os custos e riscos no país de exportação e do transporte internacional.

### OCV (Outra Condição de Venda)
Código utilizado para condições de vendas não previstas na resolução.

## Histórico

### Incoterms 2010 - Deveres e obrigações do exportador e importador
Em 1º de janeiro de 2011 entrou em vigor a versão Incoterms®2010, que não incorpora quatro termos da versão 2000 e inclui dois novos termos, reduzindo de treze para onze o número de Incoterms.
Incoterms não recepcionados pela versão 2010:
- DAF (Delivered At Frontier)
- DES (Delivered Ex-Ship)
- DEQ (Delivered Ex-Quay)
- DDU (Delivered Duty Unpaid)

Incoterms incluídos na versão 2010:
- DAT (Delivered at Terminal)
- DAP (Delivered at Place)

Nos dois novos termos (DAT e DAP) pode ser adotada qualquer modalidade de transporte. Para os termos FOB (Free on Board), CFR (Cost and Freight) e CIF (Cost, Insurance and Freight) há uma mudança importante dos Incoterms 2000 para os Incoterms 2010: a entrega da mercadoria deixa de ser na amurada do navio para ser a bordo do navio, o que evita erros de interpretação das regras.